# Open Virtualization Format
Open Virtualization Format (OVF) – otwarty format do kompresji i dystrybucji urządzeń wirtualnych lub bardziej ogólnie oprogramowania, które jest uruchamiane na maszynach wirtualnych.
Norma opisuje otwarty, bezpieczny, przenośny, wydajny i rozszerzalny format kompresji i dystrybucji oprogramowania uruchamianego na  maszynach wirtualnych. Standard OVF nie jest związany z żadnym konkretnym hipernadzorcą ani architekturą procesora. Jednostka kompresji i dystrybucji jest tzw. pakietem OVF który może zawierać jeden lub więcej wirtualnych systemów, z których każdy może być wykorzystywany w maszynie wirtualnej.